# Observable
 (janvier 2022).
Si vous disposez d'ouvrages ou d'articles de référence ou si vous connaissez des sites web de qualité traitant du thème abordé ici, merci de compléter l'article en donnant les références utiles à sa vérifiabilité et en les liant à la section « Notes et références ».
Une observable est l'équivalent en mécanique quantique d'une grandeur physique en mécanique classique, comme la position, la quantité de mouvement, le spin, l'énergie, etc. Ce terme provient d'une expression utilisée par Werner Heisenberg dans ses travaux sur la mécanique des matrices, où il parlait de beobachtbare Grösse (quantité observable), et où il insistait sur la nécessité d'une définition opérationnelle d'une grandeur physique, qui prend mathématiquement la forme d'un opérateur. Appliqué à un état quantique, l'opérateur permet de connaître tous les résultats possibles, et leur probabilité, d'une mesure d'une grandeur physique donnée sur un système quantique donné.

## Définition formelle
Une observable est formalisée mathématiquement par un opérateur agissant sur les vecteurs d'un espace de Hilbert {\displaystyle {\mathcal {H}}} (chaque état quantique étant représenté par un vecteur dans cet espace).
Le sens de cet opérateur observable est de donner la possibilité de décomposer un état quantique quelconque {\displaystyle |\psi \rangle } (donc un vecteur quelconque de l'espace de Hilbert) en une combinaison linéaire d'états propres, chacun de ces états étant un état possible résultant de l'opération de mesure. 
Soient {\displaystyle |\alpha _{i}\rangle } les vecteurs propres d'un opérateur {\displaystyle {\hat {A}}} (éventuellement en nombre infini selon l'observable). 
On peut décomposer {\displaystyle |\psi \rangle } dans la base {\displaystyle \{|\alpha _{i}\rangle \}} : {\displaystyle |\psi \rangle =c_{1}|\alpha _{1}\rangle +c_{2}|\alpha _{2}\rangle +..+c_{n}|\alpha _{n}\rangle +..}
{\displaystyle c_{i}=\langle \alpha _{i}|\psi \rangle } étant le coefficient complexe de cette combinaison linéaire.
Ce coefficient donne la probabilité pour qu'un état propre {\displaystyle \left|\alpha _{i}\right\rangle } soit le résultat de la mesure d'un état quantique {\displaystyle |\psi \rangle } :
{\displaystyle P={|\langle \alpha _{i}|\psi \rangle |}^{2}} (en supposant que {\displaystyle \left|\psi \right\rangle } et {\displaystyle \left|\alpha _{i}\right\rangle } soient normés)
L'ensemble des vecteurs propres {\displaystyle |\alpha _{i}\rangle } n'est autre que l'ensemble des résultats possibles de l'opération de mesure formalisée par l'observable.
Les états qui s'expriment avant la mesure sous la forme simple {\displaystyle |\phi \rangle =c_{i}|\alpha _{i}\rangle } sont appelés état propre ou état pur. En règle générale, les états quantiques ne sont pas purs mais sont des états superposés, pour l'observable utilisée.
Un état peut être pur selon une observable donnée, et être superposé selon une autre observable. C'est d'ailleurs la raison fondamentale du principe d'incertitude d'Heisenberg : un état quantique qui est pur pour une observable (et qui possède donc une valeur précise pour cette observable), peut avoir tout un ensemble de valeurs possibles pour une autre observable.
Après l'opération de mesure, le système physique mesuré sera dans l'un des états propres définis par l'observable (postulat d'effondrement de la fonction d'onde)

## Propriétés de l'opérateur Observable
Cet opérateur doit posséder les propriétés suivantes pour pouvoir être qualifié d'observable :
- {\displaystyle {\hat {A}}} doit être un opérateur linéaire.
- Les valeurs propres de {\displaystyle {\hat {A}}}, autrement dit les résultats possibles de l'opération de mesure, doivent être des nombres réels. Ceci est assuré si {\displaystyle {\hat {A}}} est un opérateur hermitien.
- Les vecteurs propres de {\displaystyle {\hat {A}}} doivent être orthogonaux. Ceci est fondamental pour une observable car une fois qu'un état quantique possède une valeur définie, celle-ci doit rester la même si on applique de nouveau le même opérateur de mesure. La probabilité de trouver, comme résultat d'une seconde application de l'opérateur, un autre vecteur propre doit donc être nulle. Ceci est assuré si et seulement si les vecteurs propres sont orthogonaux.
- Les vecteurs propres de {\displaystyle {\hat {A}}} doivent former une base de {\displaystyle {\mathcal {H}}}. Cela assure que tout état quantique (tout vecteur de {\displaystyle {\mathcal {H}}}) est mesurable par cet opérateur. C'est cette base qui caractérise l'observable. Passer d'une observable à une autre (par exemple de la position à l'impulsion) équivaut à examiner le vecteur représentant l'état quantique dans une base ou dans une autre.
- Les vecteurs propres de {\displaystyle {\hat {A}}} doivent être normalisables. En effet, si un vecteur propre n'est pas normalisable, la probabilité d'obtenir cet état propre comme résultat d'une mesure sera nulle. Cette dernière propriété n'est pas strictement indispensable pour que {\displaystyle {\hat {A}}} soit une observable théorique, mais elle l'est pour que {\displaystyle {\hat {A}}} soit une observable correspondant à une opération de mesure réelle. Par exemple, la position ou l'impulsion ne sont pas des observables normalisables (ce qui est logique, car étant des variables continues, la probabilité d'obtenir une position ou une quantité de mouvement précise est effectivement nulle).

## Exemples d'observables
- la position {\displaystyle {\hat {R}}=({\hat {X}},{\hat {Y}},{\hat {Z}})\,}.
- l'impulsion {\displaystyle {\hat {P}}=({\hat {P}}_{x},{\hat {P}}_{y},{\hat {P}}_{z})\,}  (c'est-à-dire {\displaystyle {\hat {P}}=-i\hbar {\vec {\nabla }}} en représentation position)
- l'hamiltonien {\displaystyle {\hat {H}}\,} (associé à l'énergie du système)
- le moment cinétique orbital {\displaystyle {\hat {L}}=({\hat {L}}_{x},{\hat {L}}_{y},{\hat {L}}_{z})\,}
- le spin {\displaystyle {\hat {S}}=({\hat {S}}_{x},{\hat {S}}_{y},{\hat {S}}_{z})\,}
- le moment magnétique {\displaystyle {\hat {M}}=({\hat {M}}_{x},{\hat {M}}_{y},{\hat {M}}_{z})\,}

## Observables complémentaires
Une paire d'observables est dite complémentaire ou incompatible si son commutateur est non nul. Selon le principe d'incertitude de Heisenberg, il est impossible de mesurer ou de préciser les valeurs des deux observables simultanément. L'exemple le mieux connu est la position et le moment linéaire (ou impulsion) d'une particule.

## Observables non normalisables: utilisation de projecteurs
Dans le cas où les vecteurs propres de l'opérateur ne sont pas normalisables, il est indispensable, pour pouvoir calculer des probabilités utilisables, d'employer un autre type d'observable : des projecteurs.
L'observable {\displaystyle {\hat {A}}}, non normalisable, ayant un nombre infini de valeurs propres, peut être remplacé par un ensemble fini de projecteurs {\displaystyle E_{i}} tels que :
- {\displaystyle E_{i}^{2}=E_{i}=E_{i}}+  (définition d'un projecteur)
- {\displaystyle E_{1}+E_{2}+..+E_{n}=I}, {\displaystyle I} étant l'opérateur identité sur {\displaystyle {\mathcal {H}}}.
- {\displaystyle E_{i}E_{j}=0} si i ≠ j (projecteurs orthogonaux)

Cet ensemble de projecteurs est appelé ensemble complet de projecteurs orthogonaux. On a alors : {\displaystyle {\hat {A}}=a_{1}E_{1}+a_{2}E_{2}+..+a_{n}E_{n}}
L'opérateur est alors dégénéré, dans le sens où les espaces propres (sous-espace vectoriel correspondant à une valeur propre donnée) des projecteurs possèdent plus d'une dimension.
Le cas typique et très utilisé d'opérateur dégénéré utilisant les projecteurs est la question OUI/NON où n=2, et où les valeurs propres de l'opérateur sont fixées à 1 pour "OUI" et 0 pour "NON". Cette observable est alors défini par un seul projecteur E, et tout état quantique {\displaystyle \left|\psi \right\rangle } peut s'écrire comme :
{\displaystyle \left|\psi \right\rangle } = E{\displaystyle \left|\psi \right\rangle } + (I-E){\displaystyle \left|\psi \right\rangle }
Par exemple, pour l'observable "position", on peut calculer un opérateur dont la valeur propre est 1 si la position est dans une certaine zone, et 0 sinon.
Le cinquième postulat ne s'applique pas à un opérateur dégénéré. Il est remplacé dans ce cas par le postulat de projection, voisin, qui stipule que :
- Si le résultat d'une mesure d'un état quantique {\displaystyle \left|\psi \right\rangle } est une certaine valeur propre {\displaystyle a_{i}} (correspondant au projecteur {\displaystyle E_{i}}), alors l'état propre du système est {\displaystyle E_{i}\left|\psi \right\rangle }.
- La probabilité d'obtenir la valeur propre {\displaystyle a_{i}} est {\displaystyle \langle \psi |E_{i}|\psi \rangle }